# Переговоры об ограничении стратегических вооружений

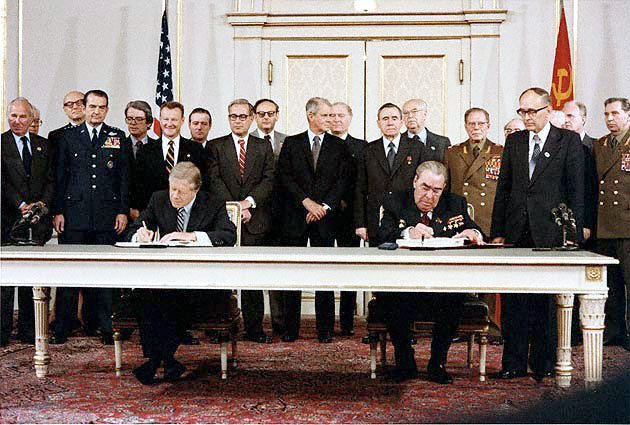
Джимми Картер и Леонид Ильич Брежнев подписывают договор ОСВ-2. Вена, 18 июня 1979 года.

Переговоры об ограничении стратегических вооружений (ОСВ) — серия двусторонних переговоров между СССР и США по вопросу о контроле вооружений. Было проведено два раунда переговоров и подписано два договора: ОСВ-I (1972) и ОСВ-II (1979).
Переговоры между СССР и США с целью ограничить ядерные запасы начались в 1969 году в Хельсинки. Договоры, подписанные лидерами стран по итогам переговоров именуются ОСВ-1 и ОСВ-2. На основе этих договоров были позже подписаны договоры СНВ (о сокращении наступательных вооружений): СНВ-I (1991), СНВ-II (1993) и СНВ-III (2010).

## ОСВ-I
ОСВ-I — общепринятое название первого Договора об ограничении стратегических вооружений. Этот договор ограничивал количество баллистических ракет и пусковых установок обеих сторон на том уровне, на котором они находились в тот момент. Договор также предусматривал принятие на вооружение новых баллистических ракет, размещаемых на подводных лодках строго в том количестве, в котором были ранее списаны устаревшие баллистические ракеты наземного базирования.
Стратегические ядерные силы Советского Союза и Соединённых Штатов изменились в характере в конце 1960-х годов. Советская программа предусматривала развёртывание тяжёлых баллистических ракет наземного базирования и ввод в строй новых ракетных подводных крейсеров. С 1968 года СССР ежегодно развёртывал до 200 новых ракет. Количество же ракет, которыми располагали США (1054 МБР, 656 БРПЛ), с 1967 года оставалось неизменным. Однако увеличивалось число ракет с разделяющимися головными частями (РГЧ). Одно из положений договора требовало от обеих сторон ограничить число участков, защищённых системами ПРО, до одного. Советский Союз развернул такую систему вокруг Москвы в 1966 году, а США — вокруг двенадцати пусковых установок на базе Гранд-Форкс.
Переговоры продолжались с 17 ноября 1969 до мая 1972 года. За это время было проведено несколько встреч в Хельсинки и Вене. Долгое время переговоры не давали результатов и заходили в тупик, но в мае 1971 года было подписано предварительное соглашение по ПРО. Переговоры закончились 26 мая 1972 года в Москве подписанием Договора по ПРО и Временного соглашения между Соединёнными Штатами Америки и Союзом Советских Социалистических Республик об определённых мерах относительно ограничения стратегического наступательного вооружения.

## ОСВ-II
Переговоры по подписанию договора ОСВ-II с целью ограничить производство ядерного оружия продолжались с 1972 по 1979 год. По сути это являлось продолжением переговоров по ОСВ-I. Поскольку от исхода переговоров зависела судьба военной промышленности обеих стран, к обеспечению и подготовке содержательной части договора с американской стороны были привлечены на конкурсной основе крупнейшие компании и научные учреждения военно-промышленного комплекса (Air Force Security Service, Applied Physics Laboratory, Boeing, Charles Stark Drapers Laboratory, Inc., Douglas Aircraft, General Electric, General Research Corp., GTE-Sylvania, HRB Singer, Inc., Lockheed, Los Alamos Scientific Laboratory, Martin Marietta, McDonnell-Douglas, Naval Weapons Center, Stanford Research Institute, United Aircraft).
Первой договорённостью, достигнутой после 1972 года между США и СССР, стало так называемое Владивостокское соглашение, основные положения которого были согласованы во время встречи лидеров СССР и США Леонида Брежнева и Джеральда Форда во Владивостоке в ноябре 1974 года. По нему СССР и США обязались ограничить количество стратегических носителей 2400 единицами, из которых только 1320 могли быть оснащены головными частями индивидуального наведения. Основной уступкой СССР стало снятие требования о включении в будущий договор средств передового базирования США, также СССР согласился на установление одинаковых ограничений для обеих сторон, отказавшись от требования о равенстве возможностей стратегических сил. США, со своей стороны, согласились на включение в число лимитируемых стратегических носителей тяжёлых бомбардировщиков и отказались от попыток сократить количество советских тяжёлых ракет или пересмотреть определение тяжёлой ракеты так, чтобы оно включало создаваемую в СССР ракету УР-100Н. 
Соглашение по ограничению количества пусковых установок было достигнуто в Вене 18 июня 1979 года. Также вводилось ограничение на размещение ядерного оружия в космосе (частично орбитальные ракеты Р-36орб). Договор был подписан Леонидом Брежневым и Джимми Картером. Через полгода после подписания договора СССР ввёл Ограниченный воинский контингент в Афганистан, а договор так и не был ратифицирован Сенатом США. Тем не менее его положения соблюдались обеими сторонами.
Дальнейшие переговоры привели к подписанию договора о «Сокращении наступательных вооружений I» и о «Запрещении испытаний ядерного оружия». В 2002 году президенты Путин и Буш подписали Договор о СНП.
В 2010 году был подписан договор о «Сокращении наступательных вооружений III» президентом США Бараком Обамой и президентом РФ Дмитрием Медведевым.

## Историческое значение
Ядерная гонка, ставшая главным атрибутом холодной войны, била по экономике обеих сверхдержав. Хотя ядерное оружие ни разу не было пущено в ход сверхдержавами друг против друга, на наращивание ядерного арсенала затрачивались огромные средства. Подписание договоров, ограничивающих гонку вооружения, спасало экономику обеих стран.